# Obština Simeonovgrad
Obština Simeonovgrad (bulharsky Община Симеоновград) je bulharská jednotka územní samosprávy v Chaskovské oblasti. Leží v jižním Bulharsku v Hornothrácké nížině. Sídlem obštiny je město Simeonovgrad, kromě něj zahrnuje obština 8 vesnic. Žije zde necelých 8 tisíc stálých obyvatel.

## Sídla
| - Drjanovo - Kalugerovo - Konstantinovo | - Navăsen - Pjasăčevo - Simeonovgrad (sídlo správy) | - Svirkovo - Ťanevo - Trojan |

## Sousední obštiny
| Růžice kompasu | Dimitrovgrad         | Opan | Gălăbovo  | Růžice kompasu |
| Růžice kompasu | Sever                |      |           | Růžice kompasu |
| Růžice kompasu | Obština Simeonovgrad |      |           | Růžice kompasu |
| Růžice kompasu | Jih                  |      |           | Růžice kompasu |
| Růžice kompasu | Chaskovo             |      | Charmanli | Růžice kompasu |

## Obyvatelstvo
V obštině žije 7 792 stálých obyvatel a včetně přechodně hlášených obyvatel 9 385. Podle sčítáni 1. února 2011 bylo národnostní složení následující:
- Bulhaři: 6 194 (79.6 %)
- Romové: 1 480 (19.0 %)
- Turci: 51 (0.7 %)
- ostatní: 60 (0.8 %)